# Mikania pyramidata
Mikania pyramidata là một loài thực vật có hoa trong họ Cúc. Loài này được Donn.Sm. mô tả khoa học đầu tiên năm 1888.